# Robert II. de Lénoncourt

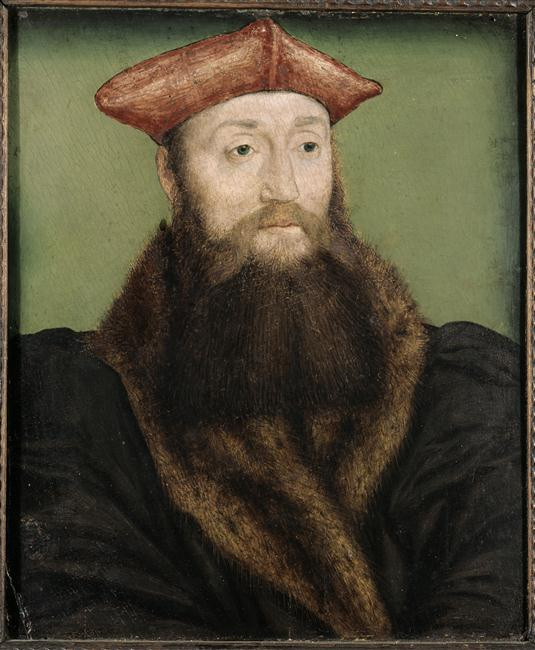
Kardinal Robert II. de Lénoncourt (Porträt von Corneille de Lyon, Mitte 16. Jh., Musée des Beaux-Arts de Nancy)

Robert II. de Lénoncourt, auch Lenoncourt († 4. Februar 1561 im Schloss Régennes bei Appoigny) war ein französischer Kardinal und Erzbischof aus dem Haus Lenoncourt.

## Leben
Aus einer der vier führenden Familien Lothringens stammend, war er der zweite Sohn von Thierri de Lenoncourt († 20. Januar 1514 in Paris) und von Jeanne de Ville-sur-Illon († 3. Februar 1525 in Vitry), Neffe des Erzbischofs von Tours (1484–1509) und Erzbischofs von Reims (1509–1532) Robert I. de Lenoncourt und Onkel von Philippe Kardinal de Lénoncourt.
Robert war seit 1516 Prior von Saint-Pourçain, ab 1523 Kommendatarabt von Saint-Remi in Reims, ab 1530 Kommendatarabt von Saint-Philbert in Tournus und einiger anderer Abteien. Am 10. Mai 1535 wurde er zum Bischof von Châlons ernannt, wo er bis zum 30. Mai 1550 wirkte. Bereits am 20. Dezember 1538 erhob ihn Papst Paul III. zum Kardinal. 1540 folgte die Ernennung zum Kardinalpriester von Sant'Anastasia. Ab dem 11. Dezember 1555 war Kardinal Lénoncourt Kardinalpriester der Titelkirche Santa Cecilia in Trastevere bis er 1560 von Papst Pius IV. zum Kardinalbischof von Sabina erhoben wurde. Der Kardinal nahm an den Konklaven 1549–1550, Mai 1555 und 1559 teil.
Sein zweites Bistum war Metz (22. April 1551 – 16. Dezember 1555). Er versuchte, den Sitz des Bistums wieder in die Stadt zu verlegen und sich zum Herrn der Stadt aufzuschwingen. Gegen den Willen der Bürgerschaft gelang ihm dies nicht, so dass er am 10. April 1552 die französische Armee gegen die Stadt Metz zu Hilfe rief. Er drang in die Stadt ein und bemächtigte sich der Archive und des Stadtregiments. Die Stadtrepublik Metz war Geschichte. De Lénoncourt plante nun, mit Hilfe der französischen Besatzung Herr der Stadt zu bleiben, hatte jedoch die Rechnung ohne den französischen König gemacht, der das gesamte Bistum Metz durch den Marschall de Vieilleville besetzen ließ. Robert stellte sich nun unter den Schutz Kaiser Karls des Fünften und wurde zuletzt für das verlorene Bistum Metz mit dem Erzbistum Embrun abgefunden (23. März 1556 – 7. Februar 1560). Er ging jedoch nie in diese Diözese, sondern erhielt noch im gleichen Jahr das Bistum Auxerre (4. Oktober 1556 – 7. Februar 1560), auch hier gibt es kaum Spuren seiner Anwesenheit. 1560 verzichtete er auf Auxerre zugunsten seines Neffen Philippe de Lénoncourt und wurde stattdessen zum Erzbischof von Arles ernannt (7. Februar 1560 – 4. Februar 1561), zugleich zum Kardinalbischof von Sabina (13. März 1560 – 4. Februar 1561) und Administrator des Erzbistums Toulouse (13. März 1560 – 4. Februar 1561).
Am 4. Februar 1561 starb er im Schloss von Régennes und wurde in seiner Priorei La Charité-sur-Loire beigesetzt. Bereits im folgenden Jahr wurde die Grabstätte aufgebrochen und der Leichnam geschändet.